# استكشاف نيرو لنهر النيل

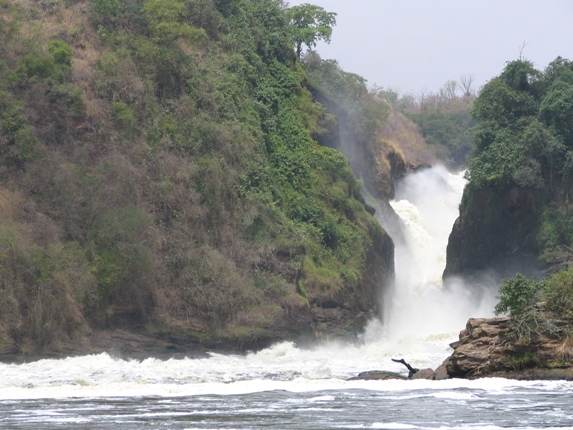
شلالات مورشيسون في أوغندا، ربما وصلتها بعثة رومانية أرسلها نيرو

كان الاستكشاف الروماني لنهر النيل في عهد نيرو محاولة رومانية للوصول إلى منابع نهر النيل نظمها الإمبراطور نيرو في سنة 60 أو 61 م. كان نجاح الحملة موضوع جدل بين المؤرخين.

## التاريخ
أرسل الإمبراطور نيرو حوالي عام 61 بعد الميلاد مجموعة صغيرة من الحراس البريتوريين لاستكشاف منابع نهر النيل في أفريقيا. لقد فعل ذلك من أجل الحصول على معلومات عن غزو محتمل لإثيوبيا، أو أفريقيا الاستوائية (وكل شيء جنوب مصر)، كما كان الرومان يسمونها. وصلت الجيوش الرومانية، التي كانت تبحر في نهر النيل من جنوب مصر، في البداية إلى مدينة مروي ثم انتقلت لاحقًا إلى منطقة السد، حيث واجهت صعوبات كبيرة في المضي قدمًا.
كتب لوكيوس سينيكا عن هذا الإستكشاف وشرح بالتفصيل أن المنابع كانت من بحيرة كبيرة في وسط أفريقيا، جنوب منطقة المستنقعات التي تسمى الآن «السد» في جنوب السودان. لكن مؤرخين رومانيين آخرين، مثل بلينيوس الأكبر، يشيرون إلى أن الاستكشاف قد تم من أجل إعداد غزو إثيوبيا من قبل جحافل نيرو.
إلا أن وفاة نيرو حالت دون مزيد من الاستكشافات للنيل وكذلك غزو الرومان، المحتمل، لجنوب مصر الرومانية.
يقترح بعض المؤرخين أن جحافل نيرو الرومانية ربما وصلت إلى شلالات مورشيسون في أوغندا (لكن هناك جدلًا كبيرًا حول هذا الإنجاز الصعب للغاية).

## روايات سيتيكا وبلينيوس
توجد الروايات في لوكيوس سينيكا (VI.8.3) وبلينيوس الأكبر (موسوعة التاريخ الطبيعي، VI.XXXV، ص 181-187):
وصلت الجيوش الرومانية التي كانت تبحر في نهر النيل من جنوب مصر في البداية إلى مدينة مروي ثم انتقلت لاحقًا إلى منطقة السد، حيث واجهوا صعوبات كبيرة في التقدم أكثر.
أبلغت مجموعة صغيرة من الحراس البريتوريين نيرو بالتالي: «رأينا شخصيًا صخرتين خرجت منهما كمية هائلة من المياه»، وفقًا لسينيكا. يجادل بعض المؤرخين المعاصرين، مثل جيوفاني فانيني، بأن هذا المكان هو شلالات مورشيسون في شمال أوغندا، مما يعني أن الرومان وصلوا إلى أفريقيا الاستوائية.
علاوةً على ذلك، كتب المؤرخ ديفيد براوند، في عام 2015، أن رحلة نيرون الاستكشافية إلى منابع النيل، فتحت على الأرجح طريقًا جديدًا نحو المحيط الهندي، متجاوزةً مخاطر القرصنة في منطقة البحر الأحمر مع السماح للرومان مستقبلا بالتجارة مع الهند وآزانيا.

## قائمة المراجع
- Emma Buckley, Martin Dinter. A Companion to the Neronian Age. Publisher John Wiley & Sons. Oxford, 2013 (ردمك 1118316533)